# SIRGAS

Red de estaciones GNSS de SIRGAS

SIRGAS es un acrónimo para Sistema de Referencia Geocéntrico para las Américas el cual es un sistema de referencia geodésico producto de la densificación de una red de estaciones GNSS de alta precisión en el área continental.
En la actualidad la red cuenta con cerca de 250 estaciones de las cuales 48 pertenecen a la red global del IGS, y a la participación voluntaria de más de 50 entidades latinoamericanas. La información recolectada en estas estaciones es procesada semanalmente por el Deutsches Geodätisches Forschungsinstitut - DGFI en Alemania.

## Historia
El sistema SIRGAS fue iniciado en Asunción, Paraguay en 1993 durante la conferencia internacional para la definición de datum geocéntrico sur americano con la participación de las siguientes entidades:
- Asociación Internacional de Geodesia (AIG, IAG por sus siglas en inglés)
- Instituto Panamericano de Geografía e Historia (IPGH)
- National Imagery and Mapping Agency (NIMA, hoy National Geospatial-Intelligence Agency NGA)
- Institutos geográficos de los países participantes.

Parte de los primeros resultados obtenidos y presentados en Río de Janeiro en 1997 durante la asamblea científica de la AIG consistió en una red de 58 estaciones GNSS distribuidas en el continente que conformaron el sistema SIRGAS ligado a ITRF94 época 1995.4.
Inicialmente el acrónimo SIRGAS correspondía a la definición Sistema de Referencia Geocéntrico para América del Sur, pero desde 2001 y debido a que se integraron al sistema estaciones en América Central, Estados Unidos y Canadá se definió nuevamente el acrónimo como Sistema de Referencia Geocéntrico para las Américas, como se conoce actualmente. Como resultado de este proceso el sistema completo 184 estaciones calculadas en el ITRF2000 época 2000.1